# Maloja Pushbikers
Maloja Pushbikers is een Duitse wielerploeg die werd opgericht in 2011. De ploeg neemt deel aan de continentale circuits van de Internationale wielerunie (UCI). 

## Bekende oud renners
- Otto Vergaerde (2018)

## Seizoen 2014

### Transfers
| Inkomend          | Team 2013       | Uitgaand         | Team 2014          |
| ----------------- | --------------- | ---------------- | ------------------ |
| Florian Bissinger | Team Vorarlberg | Josef Benetseder | Tirol Cycling Team |
| Florian Gaugl     | Geen            |                  |                    |
| Lukas Schlemmer   | Neo             |                  |                    |
| Robin Ratkic      | Neo             |                  |                    |

## Seizoen 2013

### Overwinningen in de UCI Europe Tour
| Datum        | Wedstrijd         | Cat. | Winnaar          |
| ------------ | ----------------- | ---- | ---------------- |
| 22 september | Ronde van Bohemen | 1.2  | Josef Benetseder |

### Renners
| Naam                | Geboortedatum    | Nationaliteit | Ploeg 2012      |
| ------------------- | ---------------- | ------------- | --------------- |
| Daniel Auer         | 26 oktober 1994  | Oostenrijk    | Neo             |
| Gernot Auer         | 21 november 1989 | Oostenrijk    |                 |
| Josef Benetseder    | 10 februari 1983 | Oostenrijk    | Team Vorarlberg |
| Alexander Brus      | 11 augustus 1994 | Oostenrijk    | Neo             |
| Wolfgang Geisler    | 1 oktober 1978   | Oostenrijk    |                 |
| Markus Götz         | 13 januari 1985  | Oostenrijk    |                 |
| Bernhard Kroger     | 26 februari 1994 | Oostenrijk    | Neo             |
| Paul Lang           | 31 oktober 1991  | Oostenrijk    |                 |
| Hans-Jörg Leopold   | 25 april 1983    | Oostenrijk    |                 |
| Martin Schöffmann   | 31 maart 1987    | Oostenrijk    |                 |
| Patrick Schörkmayer | 17 oktober 1987  | Oostenrijk    |                 |
| Michael Taferner    | 17 juni 1993     | Oostenrijk    |                 |